# Municipio de San Pedro Sacatepéquez (kommun i Departamento de San Marcos)
Municipio de San Pedro Sacatepéquez är en kommun i Guatemala.   Den ligger i departementet Departamento de San Marcos, i den västra delen av landet, 140 km väster om huvudstaden Guatemala City.